# Richard Krajicek
Richard Peter Stanislav Krajicek (Rotterdam, 6 dicembre 1971) è un allenatore di tennis ed ex tennista olandese.

## Carriera
Figlio di immigrati cechi nei Paesi Bassi, Krajicek iniziò a giocare a tennis all'età di quattro anni. Ha vinto da ragazzo per due volte sia il torneo nazionale olandese under 12 che l'under 14. Vince la terza edizione del Les Petits As nel 1985.
Diventato professionista nel 1989, fa il suo esordio nel circuito maggiore nel 1991: ad Adelaide batte Marc Rosset, 22 ATP, perdendo da Darren Cahill. Ai successivi Australian Open raggiunge a sorpresa gli ottavi di finale, battendo Fabrice Santoro, Petr Korda e proprio Cahill, perdendo in 5 set da Cristiano Caratti, entrando così per la prima volta nei top100. Successivamente si aggiudica il primo titolo ATP ad Hong Kong, raggiunge i quarti a Seul, Rosmalen, Stoccarda e New Haven, dove batte Stefan Edberg, il 3t a Wimbledon e la semifinale a Tolosa. Chiude l'anno al n 45 del mondo.
Nel 1992 raggiunge la sua prima semifinale del Grande Slam agli Australian Open, dopo aver eliminato Michael Chang e Michael Stich. Un infortunio alla spalla gli impedisce però di scendere in campo contro Jim Courier. Successivamente raggiunge il 3t a Indian Wells, al Roland Garros, a Wimbledon e a Cincinnati, il 4t a Key Biscayne e agli Us Open, la finale nel prestigioso torneo di Tokyo, dove batte Stich ed Edberg e perde da Courier, i quarti ad Amburgo e Rosmalen, la semifinale a Sydney Indoor. Vince due tornei: Los Angeles e Anversa, entrambi in finale su Mark Woodforde ed entra nel Masters di fine anno, dove perde da Courier, sconfitto la settimana precedente ad Anversa, e da Ivanisevic, mentre batte Chang.
Nel 1993 torna in una semifinale Slam, stavolta sulla terra di Parigi, superficie meno adatta alle sue caratteristiche, dove elimina, tra gli altri, i due finalisti delle Olimpiadi 92 Marc Rosset e Jordi Arrese, Carlos Costa e Karel Novacek. Stavolta può scendere in campo contro Courier, cedendo in 4 set. Altri risultati importanti sono la finale a Stoccarda Indoor, persa in 5 set da Stich, i quarti a Key Biscayne, Barcellona, Amburgo e Rosmalen, il 4t a Wimbledon e agli Us Open mentre a Los Angeles concede il bis battendo il n. 1 del mondo Pete Sampras e in finale Michael Chang. Chiude l'annata al n. 15 ATP.
Il 1994 è caratterizzato nella prima parte da un infortunio che lo tiene lontano dai campi per qualche mese. Tornato sulla terra di Barcellona, vince a sorpresa il titolo sconfiggendo il campione del Roland Garros in carica Sergi Bruguera ed in finale Carlos Costa. Vince anche sull'erba di Rosmalen e sul sintetico indoor di Sydney, in finale su Boris Becker, mentre si ferma in semifinale a Los Angeles e nei quarti ad Amburgo e Tokyo Indoor. Chiude al 17 del mondo.
Nel 1995 vince back-to-back a Stoccarda Indoor, in 5 set su Stich, e a Rotterdam. Altri piazzamenti sono la finale a New Haven, la semifinale ad Adelaide, i quarti a Sydney, Montecarlo, Rosmalen, Kuala Lumpur, Tokyo Indoor, Essen e Parigi Bercy. A fine stagione è 11º nel ranking.
Nel 1996 ottiene i quarti ad Anversa, Hong Kong, Tokyo e la finale a Roma, dove cede in 4 set a Thomas Muster. E' nei quarti anche al Roland Garros e a Rosmalen e si presenta a Wimbledon da n. 13 ATP. L'eliminazione al 1t subita nel torneo londinese nelle due precedenti edizioni avevano convinto gli organizzatori ad escluderlo inizialmente dalle 16 teste di serie e soltanto il successivo forfait di Muster lo vide accreditare della 17ª testa di serie.
Krajicek arriva così al 4t battendo Rostagno e Steven. Successivamente trova il campione dell'edizione 1991 Michael Stich e lo elimina per 6-4 7-6 6-4. Il vero capolavoro della carriera lo realizza però nei quarti di finale allorché sconfigge il n. 1 del mondo e campione in carica Pete Sampras per 7-5, 7-6, 6-4, divenendo l'unico tennista che riuscì a battere Sampras in un match del singolare a Wimbledon nel periodo 1993-2000 e uno dei due (l'altro è Roger Federer) a battere Sampras sul centrale di Wimbledon in tutta la sua carriera. In semifinale affronta vittoriosamente l'australiano Jason Stoltenberg e in finale sconfigge lo statunitense MaliVai Washington con il punteggio di 6-3, 6-4, 6-3, diventando il primo olandese vittorioso a Wimbledon. La vittoria su Sampras non fu un caso, infatti Krajicek - con un record di 6-4 - è uno dei pochi tennisti della sua generazione a vantare un record positivo nei confronti dell'americano, insieme a Sergi Bruguera, Paul Haarhuis e Michael Stich. Nel torneo immediatamente successivo fa finale a Los Angeles mentre i quarti a New Haven e Singapore completano la stagione, che lo vede tornare alle ATP Finals. Stavolta supera il girone perdendo poi in semifinale da Becker 6-7 7-6 6-3.
Nel 1997 salta la trasferta australiana partendo invece da Dubai (out ai quarti). Vince ben 3 tornei: Rotterdam, Tokyo e Rosmalen mentre altri piazzamenti sono la finale a Stoccarda Indoor, spostato a fine anno e divenuto un evento del circuito Masters, la semifinale a Vienna ed i QF a Montecarlo, Los Angeles, Montreal, New Haven, Us Open e Bercy. A Wimbledon cede invece negli ottavi di finale a Tim Henman. Chiude l'anno al decimo posto del ranking.
Nel 1998 parte dagli indoor europei con la semifinale a Marsiglia e a Rotterdam e a la vittoria a San Pietroburgo. Seguono la SF a Montecarlo e i quarti a Roma, Halle e 's-Hertogenbosch. Torna nuovamente in semifinale a Wimbledon, perdendo da Goran Ivanišević in un match interminabile: 6-3, 6-4, 5-7, 6-7, 15-13. Raggiunge poi la finale agli Open del Canada, la semifinale a New Haven mentre a Stoccarda mette in fila giocatori del calibro di André Agassi, Goran Ivanisevic, Pete Sampras e Eugeny Kafelnikov, tornando in top10. Parte benissimo anche nel 1999 con la vittoria a Londra, i quarti di finale a Indian Wells e vincendo a Key Biscayne il diciassettesimo e ultimo torneo della carriera, il secondo Masters 1000, balzando al best ranking di n. 4 del mondo. Successivamente raggiunge i quarti ad Hong Kong, Tokyo, 's-Hertogenbosch, Cincinnati, Us Open, la semifinale a Vienna e la finale a Stoccarda Indoor. Qualificatosi per le ATP Finals deve però rinunciarvi per un infortunio. Un altro infortunio subito dopo l'Australian Open 2000 lo tiene fuori per qualche mese perdendo tantissimi punti dell'anno precedente e uscendo così fuori dai primi 40 del mondo. Raggiunge ad Halle l'ultima finale della carriera ma riesce a rientrare nella top20 con la semifinale a Long Island e Vienna e i quarti agli Us Open. Non difende però i punti di Stoccarda chiudendo l'anno al n. 36 ATP.
I continui problemi fisici lo tengono fuori dal circuito per tutto il 2001 e parte del 2002. Torna per la stagione su erba e a Wimbledon 2002 si qualifica a sorpresa per i quarti di finale, battuto in 5 set da Xavier Malisse. Gioca ancora un altro anno per ritirarsi nel torneo di casa a 's-Hertogenbosch nel 2003.
Una delle migliori doti del tennista olandese era la sua abilità nel servizio, che gli consentiva un ottimo numero di aces e la possibilità di scendere a rete sulla seconda palla.
Nel dicembre 2016 diventa il coach di Milos Raonic prendendo il posto di Carlos Moyá.

## Vita privata
Durante gli anni novanta ha avuto una relazione con la showgirl italiana Lory Del Santo. Nel 1999 ha sposato la modella, scrittrice e attrice olandese Daphne Deckers, che è apparsa anche nel film di James Bond Agente 007 - Il domani non muore mai.
La sorella minore di Richard, Michaella si è classificata nel 2004 al primo posto nel ranking del tennis mondiale juniores, ed è entrata nel 2005 tra le top 100 del tennis professionistico all'età di 16 anni. Richard e Michaella sono lontani cugini di un altro tennista, lo statunitense Austin Krajicek.

## Statistiche

### Finali del Grande Slam (1)

#### Vinte (1)
| Anno | Torneo    | Avversario in finale | Punteggio     |
| 1996 | Wimbledon | MaliVai Washington   | 6-3, 6-4, 6-3 |

## Titoli (20)

### Vittorie in singolare (17)
| Legenda                                                     |
| Grande Slam (1)                                             |
| Tennis Masters Cup (0)                                      |
| Grand Slam Cup (0)                                          |
| ATP Super 9 / Masters Series (2)                            |
| ATP Championship Series / ATP International Series Gold (5) |
| ATP World Series / ATP International Series (9)             |

| Legenda superfici |
| Cemento (7)       |
| Terra (1)         |
| Erba (3)          |
| Sintetico (6)     |

| Nº  | Data             | Torneo                                   | Superficie  | Avversario della finale | Risultato                 |
| --- | ---------------- | ---------------------------------------- | ----------- | ----------------------- | ------------------------- |
| 1.  | 7 aprile 1991    | Hong Kong Open, Hong Kong                | Cemento     | Wally Masur             | 6-2 3-6 6-3               |
| 2.  | 9 agosto 1992    | Los Angeles Open, Los Angeles (1)        | Cemento     | Mark Woodforde          | 6-4 2-6 6-4               |
| 3.  | 15 novembre 1992 | European Community Championship, Anversa | Cemento     | Mark Woodforde          | 6-2 6-2                   |
| 4.  | 8 agosto 1993    | Los Angeles Open, Los Angeles (2)        | Cemento     | Michael Chang           | 0-6 7–6(3) 7–6(5)         |
| 5.  | 10 aprile 1994   | Barcelona Open, Barcellona               | Terra rossa | Carlos Costa            | 6-4 7–6(6) 6-2            |
| 6.  | 12 giugno 1994   | Rosmalen Open, Rosmalen (1)              | Erba        | Karsten Braasch         | 6-3 6-4                   |
| 7.  | 9 ottobre 1994   | Australian Indoor Championships, Sydney  | Cemento     | Boris Becker            | 7–6(5) 7–6(7) 2-6 6-3     |
| 8.  | 26 febbraio 1995 | Stuttgart Masters, Stoccarda             | Sintetico   | Michael Stich           | 7–6(4) 6-3 6(6)–7 1-6 6-3 |
| 9.  | 5 marzo 1995     | Rotterdam, Paesi Bassi (1)               | Sintetico   | Paul Haarhuis           | 7–6(5) 6-4                |
| 10. | 7 luglio 1996    | Wimbledon, Londra, Gran Bretagna         | Erba        | MaliVai Washington      | 6-3 6-4 6-3               |
| 11. | 9 marzo 1997     | Rotterdam, Paesi Bassi (2)               | Sintetico   | Daniel Vacek            | 7–6(4) 7–6(5)             |
| 12. | 20 aprile 1997   | Japan Open Tennis Championships, Tokyo   | Cemento     | Lionel Roux             | 6-2 3-6 6-1               |
| 13. | 22 giugno 1997   | Rosmalen Open, Rosmalen (2)              | Erba        | Guillaume Raoux         | 6-4 7–6(7)                |
| 14. | 15 febbraio 1998 | St. Petersburg Open, San Pietroburgo     | Sintetico   | Marc Rosset             | 6-4 7–6(5)                |
| 15. | 1º novembre 1998 | Stuttgart Masters, Stoccarda             | Cemento     | Evgenij Kafel'nikov     | 6-4 6-3 6-3               |
| 16. | 28 febbraio 1999 | London Indoor ATP, Londra                | Sintetico   | Greg Rusedski           | 7–6(6) 6(5)–7 7-5         |
| 17. | 28 marzo 1999    | Miami Open, Miami                        | Cemento     | Sébastien Grosjean      | 4-6 6-1 6-2 7-5           |

### Finali perse (9)
| Legenda                     |
| Grande Slam (0)             |
| Tennis Masters Cup (0)      |
| Grand Slam Cup (0)          |
| ATP Masters Series (4)      |
| ATP Championship Series (3) |
| ATP World Series (2)        |

| Nº | Data             | Torneo                                 | Superficie       | Avversario della finale | Risultato               |
| -- | ---------------- | -------------------------------------- | ---------------- | ----------------------- | ----------------------- |
| 1. | 13 aprile 1992   | Japan Open Tennis Championships, Tokyo | Cemento          | Jim Courier             | 4–6, 4–6, 6–7           |
| 2. | 22 febbraio 1993 | Stuttgart Masters, Stoccarda           | Sintetico indoor | Michael Stich           | 6–4, 5–7, 6–7, 6–3, 5–7 |
| 3. | 21 agosto 1995   | New Haven International, New Haven     | Cemento          | Andre Agassi            | 6–3, 6–7, 3–6           |
| 4. | 20 maggio 1996   | Internazionali d'Italia, Roma          | Terra rossa      | Thomas Muster           | 2–6, 4–6, 6–3, 3–6      |
| 5. | 5 agosto 1996    | Los Angeles Open, Los Angeles          | Cemento          | Michael Chang           | 4–6, 3–6                |
| 6. | 27 ottobre 1997  | Stuttgart Masters, Stoccarda (1)       | Sintetico indoor | Petr Korda              | 6–7, 2–6, 4–6           |
| 7. | 10 agosto 1998   | Canadian Open, Toronto                 | Cemento          | Patrick Rafter          | 6–7, 4–6                |
| 8. | 1º novembre 1999 | Stuttgart Masters, Stoccarda (2)       | Sintetico indoor | Thomas Enqvist          | 1–6, 4–6, 7–5, 5–7      |
| 9. | 19 giugno 2000   | Halle Open, Halle                      | Erba             | David Prinosil          | 3–6, 2–6                |

### Vittorie in doppio (3)
- 1991: Dutch Open (con Jan Siemerink)
- 1993: Miami Open (con Jan Siemerink)
- 1995: Rosmalen Open (con Jan Siemerink)